# Nerone (film, 1930)
Pour les articles homonymes, voir Nerone (homonymie).
Pour plus de détails, voir Fiche technique et Distribution.
Nerone est une comédie historique italienne à sketches réalisée par Alessandro Blasetti et sortie en 1930.
Le film a été qualifié de « farce romaine », un genre populaire en Italie à l'époque. Il s'agit d'une parodie de l'Empire romain et du célèbre empereur romain Néron. Il a été tourné aux studios Cines à Rome.
Selon certains critiques, cette parodie était en fait une satire de la dictature fasciste de Benito Mussolini.
La copie intégrale du film n'existe plus, il n'en reste que quelques extraits qui ont été repris dans le documentaire Antologia Petrolini édité par la Cinémathèque nationale italienne et présenté à la Mostra de Venise 1952.

## Synopsis
Le fil conducteur est fourni par Ettore Petrolini, qui s'apprête à mettre en scène ses sketches avec différents macchiette dans sa loge de théâtre :
Nerone
Dans une Rome impériale improbable, marquée par des références à la modernité, le débauché Néron s'amuse au palais avec la jeune et belle Poppée. Il ne sait pas comment passer la journée, s'en prend aux chrétiens, tente d'imiter les classiques en poésie, et finalement, par ennui, passe Rome au fil de l'épée, tandis que le chœur crie : « Bravo ! Bravo ! Encore ! »
Gastone
Dandy élégant, ennuyé et tombeur, il parcourt les rues, exposant au public son ennui de la grande vie, toujours la même.
Fortunello
Un personnage imaginaire, aux yeux plissés et aux antennes saillantes, qui incarne l'esprit du futurisme italien.
Pulcinella
Dans un appartement, Pulcinella s'attire des ennuis en s'emparant d'une assiette de macaronis, puis doit faire face au soupirant d'une jeune fille et à un usurier.

## Fiche technique
- Titre : Nerone
- Réalisation : Alessandro Blasetti
- Scénario : Alessandro Blasetti et Ettore Petrolini
- Photographie : Carlo Montuori
- Montage : Alessandro Blasetti et Ignazio Ferronetti
- Musique : Pietro Sassoli (it)
- Pays d'origine :  Royaume d'Italie
- Format : Noir et blanc - 1,37:1 - Mono
- Genre : comédie historique à sketches
- Durée : 82 minutes
- Date de sortie : 
  - Royaume d'Italie : novembre 1930

## Distribution
- Ettore Petrolini : Gastone / Fortunello / Néron
- Elma Krimer : Poppée
- Mercedes Brignone : Claudia Acte
- Mario Mazza : Mucrone
- Alfredo Martinelli : Publius Petronius Turpilianus
- Grazia del Rio
- Alessandro Blasetti
- Lilla Brignone

## Production
Blasetti, tout en se désignant seulement « coordinateur technique », au service de Petrolini pour documenter son jeu, fait sentir sa présence, à commencer par l'idée du générique d'ouverture « récité » par Petrolini, en mettant en scène le théâtre lui-même, y compris le public dans la salle, et en laissant sa marque dans le choix des plans et des mouvements de caméra, dont le travelling d'ouverture élaboré, qui était une gageure technique à l'époque...

### Satire
La parodie de la Rome impériale et de l'infâme empereur romain serait une satire de la dictature de Benito Mussolini. Mais selon Gianfranco Gori, cela est peu probable, étant donnée la loyauté envers le régime fasciste de Petrolini et de Blasetti ; Gori estime que les éléments satiriques ne sont pas intentionnels et que, de toute façon, ils ne sont interprétables comme une forme d'antifascisme que rétrospectivement.